# Freinage régénératif
Le freinage régénératif est un mode de freinage s'appuyant sur un système de récupération de l'énergie cinétique qui permet de convertir une partie de celle-ci en une autre forme d'énergie, par exemple électrique, pour freiner un véhicule, plutôt que de la dissiper en pure perte sous forme d'énergie thermique. Ce mode est utilisé par certaines locomotives électriques, les ascenseurs et la plupart des véhicules électriques ou hybrides.

## Principe
Le freinage régénératif exploite généralement la réversibilité d'un mécanisme pour convertir, stocker puis réutiliser de l'énergie. Cela peut tenir dans :
- la capacité des moteurs électriques à fonctionner en générateur : ceux-ci sont capables de convertir l'énergie mécanique en énergie électrique, stockée dans une batterie d'accumulateurs ; par exemple, une machine à courant continu fonctionne en moteur lorsqu'elle reçoit son énergie d'une source d'électricité, mais fonctionne en générateur ou dynamo si elle est entraînée mécaniquement ;
- le stockage de l'énergie sous une autre forme, mécanique (ex. : volant d'inertie) ou thermodynamique (ex. : compression d'un gaz) ; dans ce dernier cas, un compresseur mécanique convertit l’énergie cinétique en énergie potentielle élastique, le gaz comprimé étant stocké dans un réservoir, alors qu'un moteur à air comprimé effectue la conversion inverse[a].

## Locomotives électriques
Le freinage régénératif sur les locomotives électriques consiste, lors des périodes de freinage, à inverser le sens du couple à fournir par la machine électrique, soit par inversion du sens du courant inducteur (cas d'une machine à courant continu ou d'une machine synchrone à rotor bobiné) ou du courant d'induit seul (cas d'une machine à courant continu), soit par inversion du sens d'alimentation des phases du stator (par inversion du sens du courant instantané dans les enroulements statoriques) dans le cas des machines à courant alternatif (machine synchrone à rotor bobiné, machine synchrone à aimants, machine asynchrone),.
Cela est réalisé par des convertisseurs électroniques de puissance configurés pour permettre, dans les phases de freinage, le transfert de l'électricité produite dans la caténaire quand cela est possible, sinon cette électricité est dissipée par effet Joule, dans des résistances ; il s'agit alors de freinage rhéostatique.

## Véhicules routiers

### Utilisation
Sur les véhicules électrifiés, le freinage régénératif est assez simple à mettre en place et généralisé. La structure réversible du moteur de traction et du convertisseur électronique associé permet en effet ce fonctionnement.
En Formule 1 et sur certains véhicules de sport, le système de récupération de l'énergie cinétique permet d'éviter de dissiper de la chaleur en pure perte dans les freins à friction et d'en améliorer ainsi l'efficacité énergétique.
Sur les automobiles hybrides électriques, le freinage régénératif permet de recharger la batterie de traction lors des ralentissements. L'énergie récupérée est utilisée par la suite pour la traction, ce qui permet de substantielles économies de carburant et améliore aussi nettement le bilan de pollution.
Sur certains véhicules automobiles à air comprimé, de l'air peut être comprimé lors du freinage pour servir comme réserve de puissance utilisable à l'accélération.
Sur certains vélos électriques le freinage régénératif permet de recharger les batteries embarquées.

### Rendement

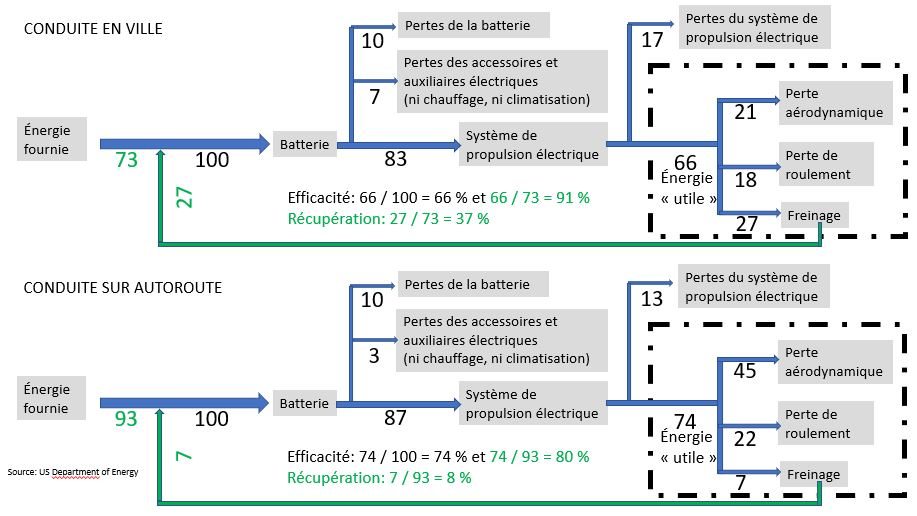
Flux d'énergie dans les voitures électriques en ville et sur autoroute (récupération en vert),.

Efficacité énergétique des voitures thermiques en ville et sur autoroute.

L'efficacité énergétique des voitures électriques à la prise de courant s'élève à environ 50 %, quand on tient compte des pertes dues à la climatisation et au chauffage, mais pas de celui de la production d'électricité. Pour comparaison, avec les voitures thermiques, le rendement s'élève à environ 20 % (voir schéma du DoE ci-contre).
Selon le DoE, la récupération est en moyenne de 17 % (34 % en ville, 6 % sur autoroute) pour une voiture électrique. Plus la part de freinage est importante, meilleure est la récupération (c'est le cas en ville, au contraire de l'autoroute). Plus le rendement entre le moteur électrique et les roues est important, meilleure est la récupération.
Le rendement total cumule celui de la propulsion elle-même (69 % à 73 % selon le DoE) et celui du freinage régénératif, pour atteindre 86 % à 90 % en circuit mixte. En comparaison, le rendement d'un véhicule à essence est de 16 à 25 %.

## Machines statiques
Sur une part grandissante des ascenseurs, les freins sont secondés par des systèmes de récupération d’énergie, qui entrent en action — en produisant de l'électricité — lors des descentes de la cabine. Ces systèmes réduiraient la consommation d'énergie d'une valeur pouvant atteindre 75 %, en comparaison des moteurs classiques.

## Freinage dynamique
Le freinage dynamique  consiste à utiliser la motorisation d'un véhicule en génératrice pour réduire sa vitesse. L'énergie transformée peut alors être soit récupérée, par stockage ou transmission à d'autres véhicules, soit dissipée sous forme de chaleur — dans le cas de l'énergie électrique, il s'agit alors d'un freinage rhéostatique. Certains véhicules sont en outre équipés pour mettre à profit la chaleur dans leur système de chauffage[réf. souhaitée].
Cette technique est différente de ce qu'on appelle le frein moteur, où c'est la structure du moteur qui est utilisée comme compresseur d'air pour ralentir le véhicule en comprimant l'air dans les cylindres sans injecter de carburant, ce qui a pour effet de transformer l'énergie mécanique en chaleur.

### Domaines d'utilisation
On trouve ce système sur des véhicules à batterie électrique (voitures électriques, automobiles hybrides, vélos à assistance électrique, etc.), sur des engins ferroviaires, ainsi que sur des machines et engins divers (comme le chariot élévateur). Il permet de limiter l'usure de freins par friction voire de récupérer une partie de l’énergie cinétique.
Des freins à friction classiques sont néanmoins utilisés en complément pour différentes raisons :
- plus la vitesse diminue, plus l'effet du frein dynamique est faible ;
- la quantité d'énergie cinétique que le système peut convertir en un temps donné est limitée, donc la capacité de freinage également ;
- dans le cas d'un freinage par récupération, une limite supplémentaire est imposée par le système d'alimentation (lorsque des demandes en énergie sont manifestées simultanément au freinage) ou l'état de charge de l'organe de stockage (s'il est plein).

Lorsque l'effort de freinage est réparti entre les freins à friction et dynamiques, on parle de freinage combiné. Dans le domaine automobile, le modèle EV-1 de General Motors était la première voiture commercialisée à utiliser un système de ce genre. Les ingénieurs Abraham Farag et Loren Majerski furent considérés comme les parents de ce « frein à commandes électriques » (brake by wire).

### Gestion de l'énergie électrique

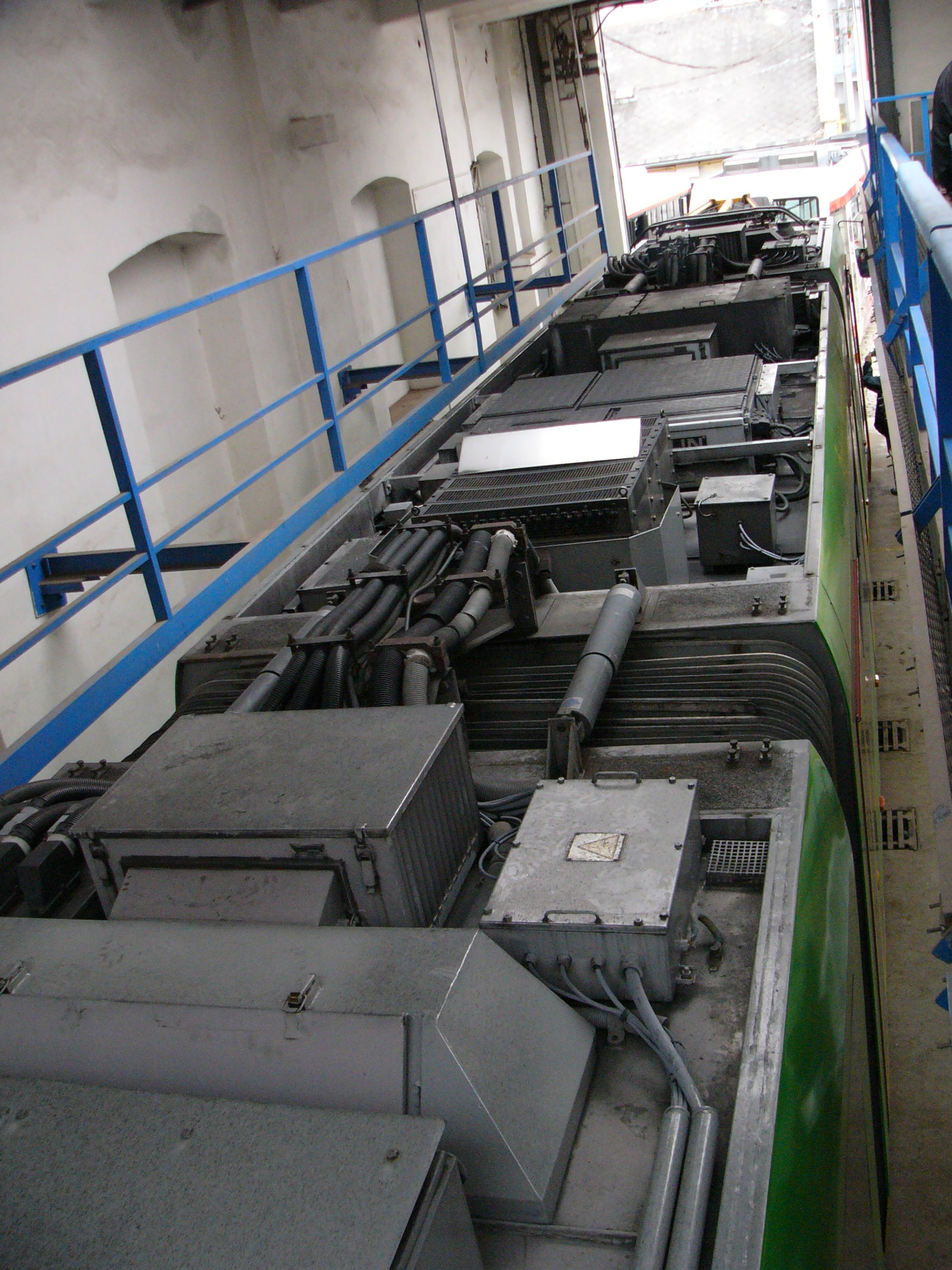
Système de freinage dynamique sur le toit d'un tramway.

Le freinage électrique utilise la possibilité pour un moteur électrique d’être réversible et de pouvoir facilement agir comme un générateur. Le moteur est reconnecté (par l'ouverture et la fermeture de contacteurs, ou au travers de l'électronique de puissance) en tant que générateur pendant le freinage et sa production est connectée à une charge électrique (batterie, résistances ou autre véhicule connecté sur le même réseau électrique, par le système d'électrification). C'est cette charge sur le moteur qui fournit le couple résistant entraînant le freinage.
Ils sont utilisés dans les chemins de fer (l'électricité générée est renvoyée au système d'électrification ou dissipée dans des résistances). Sur les automobiles et les vélos, l'énergie est stockée dans une batterie ou une rangée de condensateurs pour une utilisation ultérieure.
Un exemple ancien de ce système est le frein à régénération d'énergie (en anglais energy regeneration brake), développé en 1967 par Amitron. C'était un concept de voiture urbaine à batterie dont les batteries étaient rechargées par freinage régénérateur, augmentant ainsi l'autonomie du véhicule.
Quand l'entreprise ferroviaire C2c commença à utiliser le freinage régénérateur avec une flotte de trains de type Bombardier Class 357, des enquêtes sur les deux premières semaines d'utilisation montrèrent une économie d'énergie de 15 %. Une économie de 17 % est affirmée pour les Virgin Trains de type Class 390. Il fut noté aussi une moins grande usure des composants des freins à frottement.
Le principal inconvénient des freins par récupération, en comparaison avec les freins rhéostatiques, est le besoin de faire correspondre assez précisément le courant généré avec les caractéristiques de l'alimentation. Avec une alimentation à courant continu, cela requiert que la tension soit précisément contrôlée. Avec des alimentations à courant alternatif, c'est seulement avec le développement de l'électronique de puissance que cela a été possible, car la fréquence doit aussi être respectée (cela s'applique principalement aux locomotives alimentées en courant alternatif et dont les moteurs sont à courant continu).
Un petit nombre de trains de montagne ont utilisé des systèmes d'alimentation à trois phases ou moteurs à induction à trois phases. Ces trains ont une vitesse presque constante car le moteur tourne suivant la fréquence de l'alimentation, aussi bien en traction qu'en freinage[réf. nécessaire].

#### Utilisation dans les sports automobiles
La Fédération internationale de l'automobile a autorisé pour la saison 2009 de Formule 1 l'utilisation de deux systèmes de récupération de l'énergie cinétique (SREC), l'un électrique, l'autre mécanique, de 60 kW chacun.
L'Automobile Club de l'Ouest (ACO), organisateur des 24 Heures du Mans et des Le Mans Series, a permis son introduction pour les LMP1, qui peuvent ainsi être équipées de système à récupération d'énergie cinétique depuis 2012.